# گرمه (شادگان)
گرمه بیت سباهی (شادگان)، روستایی از توابع بخش مرکزی شهرستان شادگان در استان خوزستان ایران است. این روستااز قدیم محل سکونت خانواده بزرگ بیت اصخیر(اسخیل)می باشد که از چهار خانواده بزرگ از قبیل اسباهی (حاتم،یعقوب،مجید وخلف) فرزندان حاتم (ناصر،منصور،یاسر وحیدر)فرزندان یعقوب(عاصی،راضی،ماضی ،فضل،کریم،حمود،لطیف،شریف،رحیم) فرزندان مجید(عباس،مهیوب،لفته،خزعل،یابر)فرزندان خلف(ابراهیم،ملوع،رضا،محمدامین ورحمان)شغل اکثر آنها کشاورزی می باشد وصاحب نخل می باشند که با گذرزمان به آبادان واهواز رفتند که در بین آنها چهره شاخص ودارای وموسس تنها مسجد منطقه مسجدالمهدی(عج)  حاج محمدپیگ(جنامی)فرزند مرحوم منصور فرزندحاتم می باشد، که ساکن اهواز می باشد.

## جمعیت
این روستا در دهستان جفال قرار دارد و براساس سرشماری مرکز آمار ایران در سال ۱۳۸۵، جمعیت آن ۲۵۴ نفر (۴۶خانوار) بوده‌است.